# Kontrola miljea
Kontrola miljea je termin koji je popularizovao psihijatar Robert Džej Lifton da bi opisao taktike koje kontrolišu okruženje i ljudsku komunikaciju korišćenjem društvenog pritiska i grupnog jezika; takve taktike mogu uključivati dogmu, protokole, insinuacije, žargon i izgovor, što omogućava članovima grupe da identifikuju druge članove ili da promovišu kognitivne promene kod pojedinaca. Lifton je prvobitno koristio „kontrolu miljea“ da opiše ispiranje mozga i kontrolu uma, ali se taj termin od tada primenjuje na druge kontekste.

## Spoljašnje veze
- Robert Jay Lifton's eight criteria of thought reform as applied to the Executive Success Programs на сајту  (архивирано 2013-10-03)
- Attacks on Peripheral versus Central Elements of Self and the Impact of Thought Reforming Technique на сајту  (архивирано 2002-11-04)
- Cognitive Impairment in Thought Reform Environments на сајту  (архивирано 2011-05-14)
- International Cultic Studies Association